# Nhóm G4

Các quốc gia G4

Nhóm G4 (Group of Four) là một liên minh giữa Ấn Độ, Brasil, Đức và Nhật Bản được thành lập với mục đích ủng hộ lẫn nhau sự ứng cử vào ghế thành viên thường trực tại Hội đồng Bảo an Liên hiệp quốc của các thành viên. Không giống như G8, một tổ chức mà các thành viên ứng cử chủ yếu với mục đích về kinh tế và chính trị, mục đích chính của G4 là ghế thành viên thường trực của Hội đồng Bảo an Liên hiệp quốc.
Liên hiệp quốc hiện có 5 thành viên có quyền phủ quyết tại Hội đồng Bảo an là: Cộng hòa Nhân dân Trung Hoa, Pháp, Nga, Anh và Mỹ. Các quốc gia G4 được bầu thường xuyên cho nhiệm kỳ 2 năm tại Hội đồng Bảo an bởi những nhóm riêng rẽ của G4. Trong 24 năm, từ 1987 tới 2010, Ấn Độ được bầu sáu nhiệm kỳ, Nhật Bản năm nhiệm kỳ, Brazil bốn nhiệm kỳ và Đức ba nhiệm kỳ.
Hầu như phần lớn các quốc gia đều đồng ý với việc mở rộng Hội đồng Bảo an thì có một số quốc gia tỏ ý phản đối đề nghị này. Giữa các thành viên thường trực hiện nay của Hội đồng Bảo an cũng có sự đối lập, trong khi sự ứng cử của Nhật Bản nhận được sự ủng hộ từ Mỹ và Anh thì lại bị phản đối bởi Cộng hòa Nhân dân Trung Hoa.
Những quốc gia kịch liệt phản đối những sự ứng cử của G4 đã thành lập phong trào Uniting for Consensus (Liên minh Đồng lòng) hay Coffee Club (CLB Cà phê), bao gồm hơn 40 quốc gia. Những quốc gia đi đầu là Ý, Hàn Quốc, México, Argentina và Pakistan. Tại châu Á, cả Trung Quốc lẫn Hàn Quốc đều phản đối sự ứng cử của Nhật Bản. Tại châu Âu, Ý, Tây Ban Nha và Hà Lan phản đối ứng cử của Đức. Tại Mỹ La tinh, Argentina và México phản đối ứng cử của Brazil. Tại Nam Á, Pakistan phản đối sự ứng cử của Ấn Độ. Một nhân tố quan trọng cho những sự phản đối này có liên quan đến những yếu tố thù hằn chính trị với một số quốc gia G4 (Tội ác chiến tranh của Nhật và Đức trong Thế chiến II).